# Veronica sorry
Veronica sorry is een lied geschreven door Peter Koelewijn met hulp van Piet Souer en Albert Kos en uitgevoerd door Peter en zijn Rockets. Hij schreef zowel tekst als muziek en trad ook op als muziekproducent en zanger van de groep.

## Achtergrond

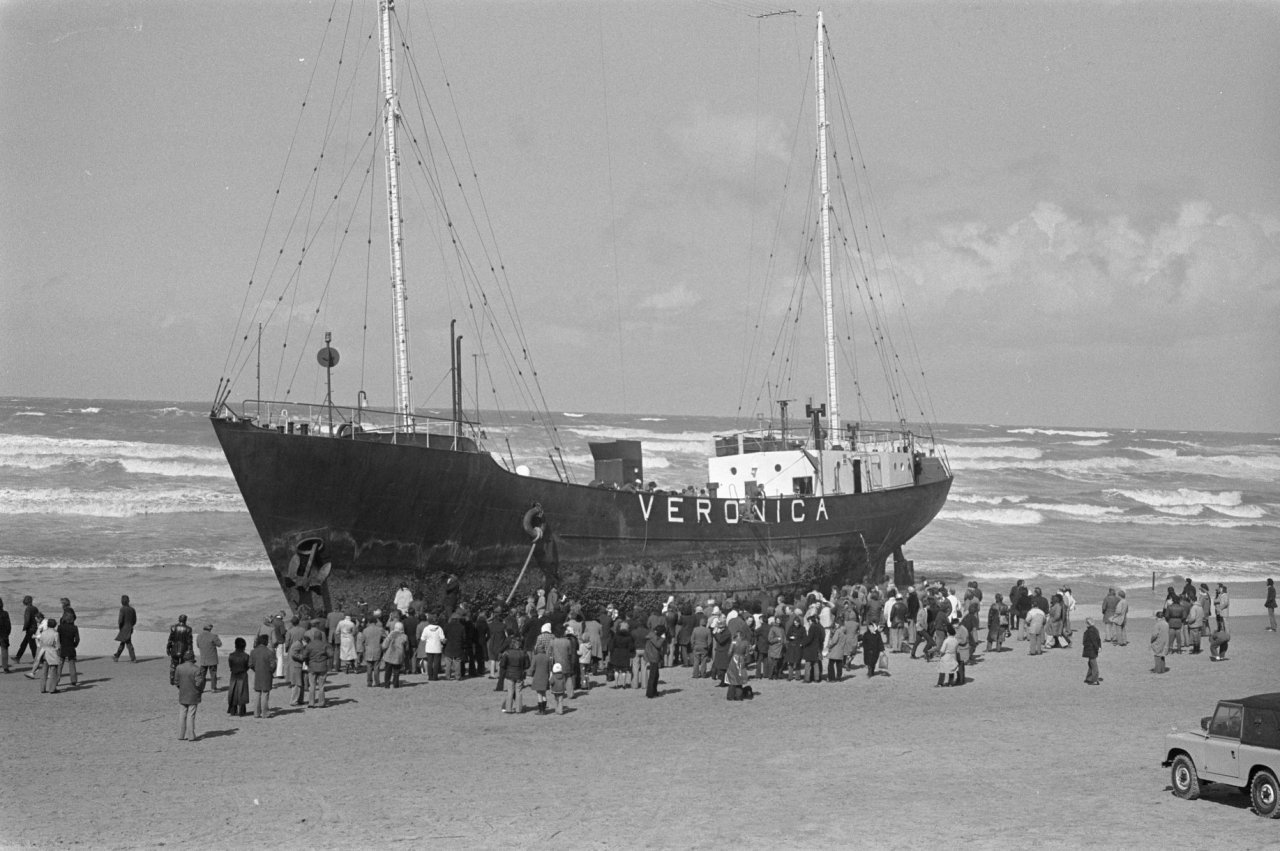
Veronicaschip in 1973

Op 31 augustus 1974 zou de zeezender Radio Veronica maar ook Radio Noordzee Internationaal
op last van de toenmalige minister Harry van Doorn voor het laatst uitzenden. Koelewijn schreef en produceerde daartegen een protestlied en was een aanklacht tegen de toenmalige Nederlandse regering, die ondanks luide protesten van de Nederlandse bevolking zijn zin doordreef en zowel Veronica als Radio Noordzee wilde verbannen uit de ether.
De Rockets bestonden toen uit gitarist Janus Toethuis, drummer Frans Meijer, sologitarist Ad Damen en basgitarist Nol Passon. In een optreden in Toppop met het lied was Koelewijn getooid in een spijkerjack met wit Veronica
T-shirt, spijkerbroek, gympen met lang haar en een hoed.

## Lied
Het lied had vier coupletten en begon met "Het nieuws hoorde ik in juli aan zee, de minister was kort, hij zei nee". Herman Stok, destijds VARA diskjockey, wordt met naam genoemd in de zin "Herman Stok jij is de echte DJ, ben jij daar wel zo gelukkig mee". Stok weigerde echter het nummer in zijn programma te draaien. Ook worden de diskjockeys Theo Stokkink, Ad Roland en Hugo van Gelderen van Hilversum 3 bij voornaam genoemd in de zin: "En Theo, Ad en Hugo en de rest van drie" net als Felix Meurders en Edvard Niessing. Ook Joost den Draaijer, Eddy Becker, Klaas Vaak, Krijn Torringa en Cees van Zijtveld worden met naam genoemd omdat ze vroeger voor Veronica hadden gewerkt met de zin "Jullie hebben toch ook naar "192" gezocht" (de vroegere golflengte van Veronica die vanaf 1972 "539" werd).
Het refrein begon met "Veronica sorry, is het nou allemaal echt voorbij? Veronica sorry, het ligt niet aan jou en het ligt niet aan mij". Dit gold ook voor de zeezenders Noordzee en Caroline maar ook Hilversum 3 zou niet blij zijn met het besluit ondanks het verdwijnen van de concurrentie. Een duidelijke boodschap aan minister van Doorn, die altijd herinnerd zal blijven aan deze beslissing.
Op 17 augustus 1974 werd het lied Alarmschijf van Veronica en dezelfde week op Hilversum 3 Troetelschijf en wordt door
beide zenders massaal gedraaid, behalve door Herman Stok. Het nummer stond negen weken in de Top 40 met de achtste plaats als hoogste notering.

## Afloop
Ondanks dit lied was het op 31 augustus 1974 om 18.00 uur echter toch afgelopen met de zeezender. In 1976 kwam de opgerichte Veronica Omroep Organisatie (VOO) echter als aspirant omroep in het publieke bestel.